# Főkör

A gömb és a főköreinek sugara egyenlő

A főkör  egy a gömbközépponton átmenő síknak a gömbhéjjal való metszete, amely metszetnek az átmérője azonos a gömb átmérőjével.
A fenti definíció következménye: a főköröket alkotó metszetek síkja átmegy a gömb középpontján, azaz a főkörök középpontjai szükségszerűen egybeesnek a gömb középpontjával.
Gömbi geometriában az euklideszi geometriában megjelenő egyenesek szerepét a főkörök veszik át.
Bár a Föld nem pontosan gömb vagy forgásellipszoid alakú, gömbök esetén gyakran alkalmazzuk a Földre és más csillagászati testekre megszokott terminológiát. Ha egy gömbi pontot Északi-sarknak nevezünk, akkor átellenes pontja a Déli-sark, az egyenlítő pedig a pontpár két tagjától egyenlő távolságra húzódó főkör.